# Phyllodes conspicillator
Phyllodes conspicillator là một loài bướm đêm trong họ Noctuidae.